# 巴范济
巴范济（Pasio, Francesco，1554年—1612年），意大利人，天主教耶稣会的传教士，与利玛窦同工，是明朝时期天主教再度向中国传播的开拓者之一。